# Ibridazione (biologia molecolare)
L'ibridazione, in biologia molecolare, è l'appaiamento complementare di due filamenti di DNA oppure di un filamento di DNA e l'altro di RNA diversi fra loro.
L'ibridazione degli acidi nucleici, per esempio, si ritrova nel Southern blot e nel Northern blot, due tecniche volte a rilevare la presenza, in un determinato campione, di una specifica sequenza di DNA (nel Southern blot) o di RNA (nel Northern blot).
L'ibridazione si ha quando il foglio di nitrocellulosa usato in queste tecniche viene incubato con sonde radioattive di RNA: in questo caso, le sonde di RNA andranno ad unirsi in modo complementare a quelle di DNA, formando ibridi DNA-RNA.
L'ibridazione DNA-DNA è una tecnica utilizzata per l'identificazione batterica: un segmento di DNA di un certo organismo viene marcato e scisso, in seguito unito ad un segmento di DNA di un altro organismo se compatibile. In base al calcolo di quanto DNA dei due organismi si ibrida si può definire se essi appartengono alla stessa specie (75%), allo stesso genere (25%), o di generi differenti (<7%).